# Valverde de Llerena
Valverde de Llerena ist ein Dorf und eine Gemeinde (municipio) mit nur noch 566 Einwohnern (Stand: 2024) im Südosten der spanischen Provinz Badajoz in der Autonomen Gemeinschaft Extremadura. 

## Lage
Valverde de Llerena liegt etwa 93 Kilometer südsüdöstlich von Mérida und etwa 150 Kilometer ostsüdöstlich von Badajoz in einer Höhe von ca. 570 m. Das Klima im Winter ist gemäßigt, im Sommer dagegen warm bis heiß; die eher geringen Niederschlagsmengen (ca. 466 mm/Jahr) fallen – mit Ausnahme der nahezu regenlosen Sommermonate – verteilt übers ganze Jahr.

## Bevölkerungsentwicklung
| Jahr      | 1970 | 1981 | 1991 | 2001 | 2011 | 2021 |
| Einwohner | 1620 | 1001 | 934  | 789  | 687  | 566  |

## Sehenswürdigkeiten
- Kirche der Unbefleckten Empfängnis (Iglesia de la Purísima Concepción)

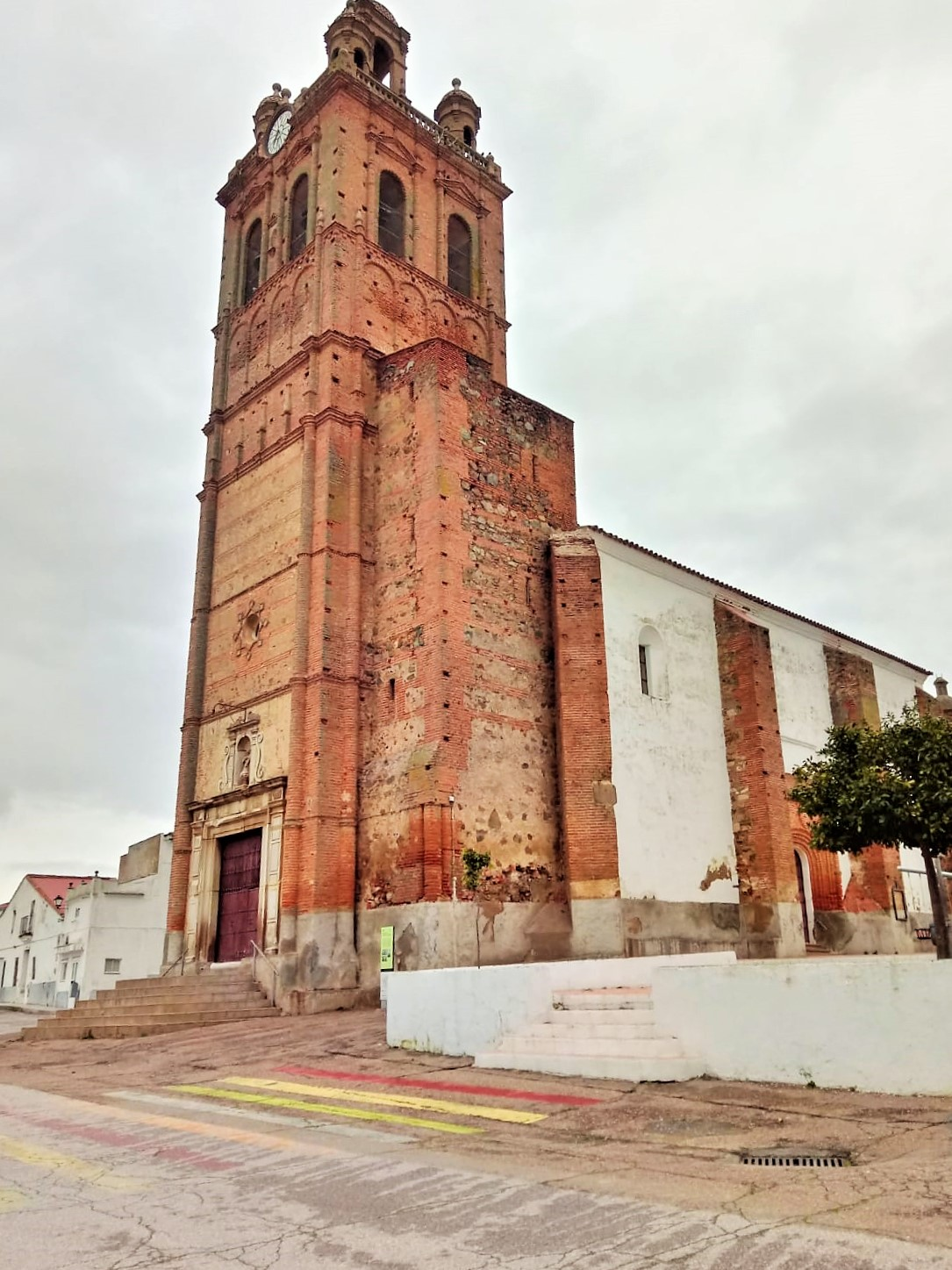
Kirche der Unbefleckten Empfängnis